# 貝伊謝希爾

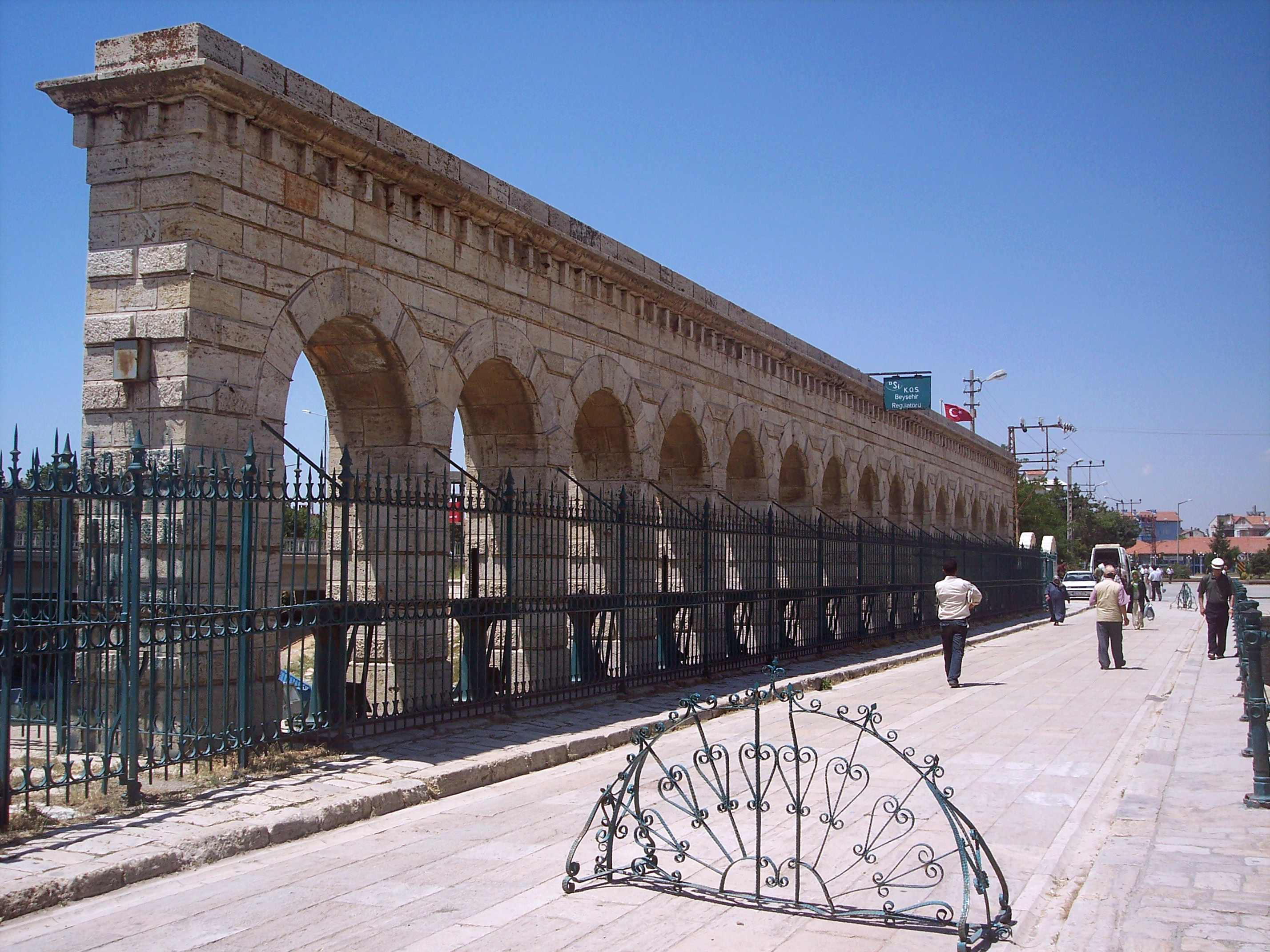
貝伊謝希爾

貝伊謝希爾（土耳其語：Beyşehir）是土耳其的城鎮，由科尼亞省負責管轄，位於該國南部，面積2,116平方公里，海拔高度1,124米，該地區自新石器時代有人類居住，2008年人口31,598。

## 名稱
鄂圖曼語中此城名稱寫作「بگشهری」。

## 外部連結
- District governor's official website （页面存档备份，存于） （土耳其文）
- District municipality's official website （页面存档备份，存于） （土耳其文）
- Beyşehir Göl Gazetesi - Local Newspaper
- Beyşehir Pictures and some information
- Beyşehir Pictures, very many of the wonderful mosque （页面存档备份，存于）

37°40′35″N 31°43′34″E / 37.67639°N 31.72611°E